# Wintrio
 (août 2024).
Si vous disposez d'ouvrages ou d'articles de référence ou si vous connaissez des sites web de qualité traitant du thème abordé ici, merci de compléter l'article en donnant les références utiles à sa vérifiabilité et en les liant à la section « Notes et références ».
Wintrio ou Wintrion, mort en 598 sur l'ordre de Brunehilde, est un aristocrate franc du VIe siècle, duc de Champagne et chef des leudes d'Austrasie.

## Biographie
La relation entre Wintrio et Loup de Champagne n’a pu être établie. S’il est effectivement un descendant de Loup, cela ne peut être que par son fils Jean car son autre fils Romulf était destiné à l’Église. On lui connaît une sœur nommée Rotlinde, nonne à Trèves. 
En 585, peu après son accès au titre de duc de Champagne, il dut fuir un moment la colère de son peuple[réf. nécessaire]. 
Il est cité[réf. nécessaire] en 590 car il assembla une armée en Champagne avec le duc Audovald, c’est sans doute à ce moment qu’il prit le titre de chef des leudes (seigneurs) d’Austrasie. 
Sur instruction du Roi d’Austrasie Childebert II (575-595), il entre en 593 dans le royaume de Neustrie de Clotaire II (584-629) avec cette armée. Une bataille s’ensuit à proximité de Soissons où il y eut de nombreux morts dans les deux camps et Wintrio doit fuir devant les troupes de Clotaire pour sauver sa propre vie[réf. nécessaire]. 
Après la mort de Childebert II, et l'avènement de Thibert II, Wintrio se déclare d'abord en faveur de la régence de Brunehilde (Brunehaut), grand-mère de Thibert. Puis Wintrio conspire contre elle et est mis à mort sur son ordre en 598. Ce meurtre déclenche la colère des leudes d'Austrasie ; Brunehilde est chassée de Metz par Thibert l'année suivante et se réfugie chez son autre petit-fils Thierry II.

## Mariage et descendance: la légende de Glossinde
De son mariage avec Godile, Wintrio a une fille nommée Glossinde. Pour échapper à un mariage contraint, Glossinde prend la fuite et se réfugie dans la cathédrale de Metz, où, selon la légende, deux anges lui portent l'habit des moniales bénédictines. Ainsi sauvée, elle fonde ensuite l'abbaye Sainte-Glossinde à Metz.